# Juan Carlos Chirinos
Œuvres principales
El  niño malo cuenta hasta cien y se retira, Gemelas, Los cielos de curumo, La manzana de Nietzsche, Venezuela, biografía de un suicidio
Juan Carlos Chirinos, né en 1967 à Valera, est un écrivain venezuelien. Il a étudié la littérature au Venezuela et en Espagne, où il réside actuellement. Il a été inclus dans plusieurs anthologies, au Venezuela, en Espagne, aux États-Unis, en Algérie, au Canada, à Cuba et en France.

## Biographie
Juan Carlos Chirinos García est né à Valera en 1967. Il a terminé ses études primaires et secondaires dans sa ville natale et en 1985, il a déménagé à Caracas pour étudier à l'École des Arts de l'Université Centrale du Venezuela ; deux ans plus tard, il a commencé ses études en littérature à l'Université catholique Andrés-Bello de cette ville, où il a obtenu son diplôme en 1992. Il a travaillé à l'Universidad Metropolitana, à la Fondation d'Ethnomusicologie et de Folklore, la Cinéthèque Nationale et le Musée Alejandro Otero. En 1997, il arrive à l'Universidad de Salamanca pour faire un doctorat en littérature espagnole et latino-américaine. Depuis cette année, il vit en Espagne, actuellement à Madrid.

## Œuvres
- Leerse los gatos (1997)
- Homero haciendo zapping (2003)
- Alejandro Magno, el vivo anhelo de conocer (2004)
- El niño malo cuenta hasta cien y se retira (2004)
- Albert Einstein, cartas probables para Hann (2005)
- La reina de los cuatro nombres. Olimpia, madre de Alejandro Magno (2005)
- Francisco de Miranda, el nómada sentimental (2006)
- Nochebosque (2011)
- Los sordos trilingües (2011)
- Gemelas (2013)
- La manzana de Nietzsche (2015)
- Venezuela. Biografía de un suicidio (2017)
- Los cielos de curumo (2019)
- La sonrisa de los hipopótamos (2020)
- Renacen las sombras (2021).
- El informe sobre Clara. Nochebosque (2025).

### Traductions françaises
- « Pélopidas », traduction de Gersende Camenen, in Les Bonnes Nouvelles de l'Amérique latine, Gallimard, « Du monde entier », 2010  (ISBN 978-2-07-012942-3)[1]
- « Pélopidas », traduction de Hélène Rioux in Anthologie de récits vénézuéliens contemporains, Montreal, XYZ, 2009  (ISBN 978-2-89-261553-1)

### Traductions anglaises
- Ride of the Valkyries, traduction de Jonathan Blitzer, Words Without Borders, 2011[2].
- Total, Always a Novel, traduction de Michael Redzich, Latin American Literature Today, V. 1 No. 12, novembre 2019[3].
- Béisblood, traduction de Wladimir Márquez (Regis University (en)), 27th Annual Conference on Baseball in Literature and Culture, avril 2024[4].

## Anthologies
- Salvar la frontera. Muestra de cuentos de autores venezolanos migrantes - «'Yestermorrow'» (Equidistancias, Buenos Aires, 2024.  (ISBN 9786319039047)).
- El adiós de Telémaco. Una rapsodia llamada Venezuela - «'Yestermorrow'» (Confluencias, Madrid, 2024.  (ISBN 9788412818499)).
- Escribir afuera - «España se ríe de Casandra» (Madrid, Kalathos Ediciones, 2021.  (ISBN 9788412331622).
- Encuentros y palabras - «Relato de dragón», «Laura», «Para comenzar primero por lo primario», (Salamanca, Edifsa, 2017.  (ISBN 978-84-943946-3-8).
- Nuestros más cercanos parientes - «Leerse los gatos», (Madrid, Kalathos, 2016.  (ISBN 978-84-945702-4-7).
- Cuentos memorables venezolanos - «Agnus rey», (Caracas, Planeta, 2015.  (ISBN 978-980-271-468-1).
- El rastro de Lovecraft - «Un espantapájaros lisiado», (Caracas, Alfaguara/Santillana, 2015.  (ISBN 978-980-15-0767-3).
- Juan Carlos Chirinos, Carlos Dávalos, Pequeñas resistencias. Antologia del nuevo cuento sudamericano, Vol. 3 (2004).
- Cuentos venezolanos (2005).
- Immenso estrecho (2006).
- Rubí Guerra, 21 del XXI. Antología del cuento venezolano del siglo XXI [Juan Carlos Chirinos : « Ichbiliah »] (2007)
- Las voces secretas (2007).
- Encuentros literarios (2009).
- Hablemos de cine. Revista Eñe (2009).
- La vasta brevedad (2010).
- Los oficios del libro[5] (2011).
- Río Grande Review #37 (2011).
- El cuento venezolano - «La mujer de las montañas» (Caracas, EBUCV, 2013).
- Revista Suelta - «La sonrisa de Peter Pan», Guatemala, 2013.
- (sl) Zgodbe iz Venezuele. Antologija venezuelske kratke proze (Histoires du Venezuela. Anthologie d'histoires courtes du Venezuela) (2009).
- Francisco de Miranda, Diarios. Una selección[6] (2005).
- José Gregorio Hernández, Sobre arte y estética (1995).

## Articles
- « Lo que no está escrito y nunca se escribirá – Seis comentarios sobre Ifigenia, de Teresa de la Parra », Estilo, Caracas, septembre 2024[7].
- « Simón Bolívar, el Libertador ». Historia de National Geographic[8], no 75, mars 2010
- « Lovecraft inter pares: los fantásticos hispanoamericanos », La Mancha, no 12, novembre 2008[9]
- « Olimpia, la madre de Alejandro Magno » in Historia de National Geographic[10], no 44, août 2007
- « El (nuevo) desembarco de la narrativa venezolana en España »[11], Nuestra América, no 4, Universidade de Oporto, août-décembre 2007)
- « Los (auto) exilios de la literatura venezolana de los noventa: Exilio en Bowery, de Israel Centeno y El libro de Esther, de Juan Carlos Méndez Guédez », in Carmen Ruiz Barrionuevo et al : La literatura iberoamericana en el 2000. Balances, perspectivas y prospectivas, Universidad de Salamanca, 2003
- « Si yo fuera César Rengifo », Jesús Sanoja Hernández, ed., 50 imprescindibles, Fundación para la Cultura Urbana, Caracas, 2002).
- « La lengua literaria de Silda Cordoliani (o el lenguaje es la evasión) » in Mujeres, amor y poder, Asociación de Jóvenes Historiadores de Cantabria, 1999.
- « Un sujeto eminentemente raro » in José Balza, La escritura como ejercicio de la inteligencia, Universidad central de Venezuela, 1997.

## Éditions
- Teresa de la Parra: Textos recuperados (Madrid, Instituto Cervantes, 2024)  (ISBN 9788418210655). Colección Los Galeotes. Juan Carlos Chirinos et Carlos Sandoval (éditeurs)[12].
- José Balza : Percusión (Madrid, Ediciones Cátedra, 2022)  (ISBN 978-84-376-4495-0)[13]. Juan Carlos Chirinos, éditeur.
- Jorge Edwards : Persona non grata (Caracas, El Estilete, 2017)  (ISBN 980-778-621-5). (El rey siempre está desnudo, avant-propos).
- Thomas Carlyle : El doctor Francia (Sevilla, Renacimiento, 2017)  (ISBN 841-698-128-0). (El biógrafo honorable, avant-propos).
- Pablo Acevedo : Estrella varada (Madrid, Polibea, 2012)  (ISBN 978-84-86701-45-1). (Júpiter, melancólico, busca la palabra, avant-propos).
- José Gregorio Hernández : Sobre arte y estética (Caracas, La Liebre Libre, 1995)  (ISBN 980-327-270-5). (José Gregorio Hernández y la filosofía nacional, avant-propos).

## Distinctions
- 2023. Mai. Membre de l'Académie Vénézuélienne de la Langue correspondant par l' État de Trujillo[14].
- 2022. Janvier-Février. Résidence d'écriture de l'Association La Noria à Aix-en-Provence.
- 2020. Le roman Los cielos de curumo a été finaliste du XVIIe prix de  l'Académie Royale Espagnole, Madrid[15].
- 2019. Le Ministère de la Culture a sélectioné le roman Los cielos de curumo (2019) pour une aide à l'édition[16].
- 2018. Finaliste. Premio de la Crítica de Venezuela avec le roman Gemelas.
- 2009. Finaliste. Concurso Internacional Juan Rulfo, Radio France internationale avec «Decir casi lo mismo»[17].
- 2002. Prix de la Bienal Literaria José Antonio Ramos Sucre, Cumaná, avec Homero haciendo zapping.
- 1994. Prix de Nouvelle de l'Ambassade d'Espagne au Vénézuela avec Leerse los gatos.